# Révolte des femmes du marché guinéen
La révolte des femmes du marché guinéen de 1977 est une série de grandes manifestations et d'émeutes à travers la Guinée provoquées par la décision de Sekou Touré d'imposer des mesures socialistes radicales et d'interdire le commerce à titre privé.

## Début
Les émeutes ont commencé le 27 août 1977 lorsque les vendeuses du marché Madina de Conakry ont commencé à protester contre la police économique, qui était chargée de faire respecter l'interdiction du commerce privé et le contrôle des prix du gouvernement[réf. nécessaire]et était souvent corrompue. Les émeutes se sont propagées dans tout le pays et ont fait plusieurs morts.

## Evolution
Cette révolte est considérée comme un tournant majeur dans l'histoire de la Guinée et marque la fin des réformes économiques les plus radicales du président Ahmed Sékou Touré,. Le 27 août est devenu un jour férié après la fin du régime de Sékou Touré, bien qu'il ait été suspendu par le gouvernement de Lansana Conté en 2006, peu avant un soulèvement déclenché par le prix du riz.